# Stefaan De Clerck
 (avril 2024).
Pour les articles homonymes, voir De Clerck.
Stefaan Maria Joris Yolanda[réf. nécessaire] De Clerck (né le 12 décembre 1951 à Courtrai) est un homme politique belge, ancien ministre de la Justice, membre du parti Christen-Democratisch en Vlaams (CD&V), ancien bourgmestre de Courtrai et président du conseil d'administration de Proximus.

## Biographie
Stefaan De Clerck est le fils de l'ancien ministre membre du Christelijke Volkspartij (CVP) Albert De Clerck.
Il étudie le droit à la Katholieke Universiteit Leuven Campus Kortrijk et à la Katholieke Universiteit Leuven et sort diplômé en 1975.
Il s'engage ensuite en politique. En 1990, il devient député à la Chambre des représentants. Il y est président de la commission des affaires étrangères et européennes à partir de 1992.
En 1995, Stefaan De Clerck est nommé ministre de la justice du Gouvernement Dehaene II. Il est l'auteur du projet de loi abolissant la peine de mort et adopté en juin 1996. Alors que la peine de mort n'est plus appliquée en Belgique depuis 1950 (en temps de guerre, depuis 1867 en temps de paix), il doit défendre cette abolition dès l'été 1996 lorsqu'éclate l'affaire Dutroux. Deux ans plus tard, l'évasion manquée de Marc Dutroux le conduit à démissionner, de même que Johan Vande Lanotte, ministre de l'Intérieur.
À la suite de cette démission, Stefaan De Clerck reprend son mandat à la Chambre des représentants, jusqu'à son élection au maïorat de Courtrai en 2001.
Devenu entretemps président du CVP, il opère le changement de nom du parti lors du congrès du 29 septembre 2001. Le CVP mue en Christen-Democratisch en Vlaams (CD&V). En 2003, il conduit le parti lors des élections fédérales. Ces élections sont un nouvel échec pour le parti, qui passe derrière le Socialistische Partij Anders (SP.a), et le maintiennent dans l'opposition. Stefaan De Clerck cède la présidence à Yves Leterme.
Stefaan De Clerck est élu au Sénat lors de ces élections, mais abandonne son mandat en 2004 pour rejoindre le Parlement flamand.
Lors des élections fédérales de juin 2007, il est de nouveau élu à la Chambre des représentants.
Engagé dans la coopération franco-belge, il est vice-président de l'Eurométropole Lille-Kortrijk-Tournai.
Le 30 décembre 2008, il est nommé ministre de la justice dans le gouvernement d'Herman Van Rompuy.
Durant la période où il occupe ce poste de ministre - entre le 30 décembre 2008 et le 6 décembre 2011 - il se fait remplacer par Lieven Lybeer en tant que bourgmestre de Courtrai.
Le 2 juillet 2019, il met fin à sa carrière politique locale.
Il est président du conseil d'administration de la S.A. Proximus[réf. souhaitée].

## Mandats politiques[5]
- 1990 - 1995 : Député à la Chambre des représentants ;
- 1995 - 1998 : Ministre fédéral de la Justice ;
- 1998 - 2001 : Député à la Chambre des représentants ;
- 1999 - 2003 : Président du CD&V ;
- 2001 - 02/07/2019 : Conseiller communal de la ville de Courtrai ;
- 2003 - 2004 : Sénateur ;
- 2004 - 2007 : Député au Parlement flamand ;
- 2001 - 2012 : Bourgmestre de la ville de Courtrai ;
- 2007 - 08/10/2013 : Député à la Chambre des représentants ;
- 2008 - 2011 : Ministre fédéral de la justice ;
- 16/03/2009 - 09/04/2010 et 01/07/2013 - 31/03/2014 : Président de  Eurométropole Lille-Kortrijk-Tournai ;
- 09/04/2010 - 01/07/2013  : Vice-président de Eurométropole Lille-Kortrijk-Tournai[6].